# Sandra Bernhard
Sandra Gail Bernhard (Flint, 6 de junho de 1955) é uma atriz, cantora, escritora e apresentadora americana. Ela é mais conhecida por interpretar Nancy Bartlett em Roseanne, Judy Kubrak em Pose, Fran em American Horror Story: NYC.

## Filmografia

### Cinema
| Ano  | Título                                    | Papel                 | Notas          |
| ---- | ----------------------------------------- | --------------------- | -------------- |
| 1980 | Shogun Assassin                           | Voz                   |                |
| 1981 | Nice Dreams                               | Garota Nut            |                |
| 1982 | The King of Comedy                        | Masha                 |                |
| 1984 | The House of God                          | Angel Dutton          |                |
| 1985 | Follow That Bird                          | Garçonete             |                |
| 1986 | The Whoopee Boys                          | Extra                 |                |
| 1988 | Track 29                                  | Enfermeira Stein      |                |
| 1991 | Hudson Hawk                               | Minerva Mayflower     |                |
| 1992 | Inside Monkey Zetterland                  | Imogene               |                |
| 1994 | Dallas Doll                               | Dallas Adair          |                |
| 1995 | Les cent et une nuits de Simon Cinéma     | A primeira mendiga    |                |
| 1996 | Museum of Love                            | Kitty                 | Curta-metragem |
| 1997 | The Apocalypse                            | J.T. Wayne            |                |
| 1997 | Plump Fiction                             | Bunny Roberts         |                |
| 1997 | Lover Girl                                | Marci Guerra / Angel  |                |
| 1997 | An Alan Smithee Film: Burn Hollywood Burn | Ann Glover            |                |
| 1998 | One Hell of a Guy                         | Deus (voz)            |                |
| 1998 | Somewhere in the City                     | Betty                 |                |
| 1998 | Wrongfully Accused                        | Dra. Fridley          |                |
| 1998 | I Woke Up Early the Day I Died            | Sandy Sands           |                |
| 1998 | Exposé                                    | Janet                 |                |
| 1999 | Hercules: Zero to Hero                    | Cassandra             |                |
| 2000 | Playing Mona Lisa                         | Bibi Carlson          |                |
| 2000 | Dinner Rush                               | Jennifer Freely       |                |
| 2001 | Zoolander                                 | Ela mesma             |                |
| 2003 | The Third Date                            | Ola                   | Curta-metragem |
| 2004 | The Easter Egg Adventure                  | Claralyne Cluck       |                |
| 2005 | Searching for Bobby D                     | Sherri Dansen         |                |
| 2006 | Twenty Dollar Drinks                      | Star                  | Curta-metragem |
| 2009 | Dare                                      | Dra. Serena Mohr      |                |
| 2010 | See You in September                      | Charlotte             |                |
| 2010 | Lez Chat                                  | Amante da música folk | Curta-metragem |
| 2013 | Diving Normal                             | Carmella              |                |
| 2019 | 79 Parts: Director's Cut                  | Fletcher              |                |
| 2024 | Babes                                     | Dra. Shirley          |                |
| 2025 | Marty Supreme                             |                       |                |

### Televisão
| Ano       | Título                                          | Papel                  | Notas                                              |
| --------- | ----------------------------------------------- | ---------------------- | -------------------------------------------------- |
| 1977      | The Richard Pryor Show                          | Vários                 | 2 episódios                                        |
| 1978      | America 2-Night                                 | Punk Monk              | Episódio: "Punk Monks"                             |
| 1985      | Alfred Hitchcock Presents                       | Karen                  | Episódio: "Night Caller"                           |
| 1986      | The Hitchhiker                                  | Rat                    | Episódio: "O.D. Feelin'"                           |
| 1990      | Pee-wee's Playhouse                             | Rhonda                 | Episódio: "Camping Out"                            |
| 1991      | Tales from the Crypt                            | Sheila Winters         | Episódio: "Top Billing"                            |
| 1991-2018 | Roseanne                                        | Nancy Bartlett         | 33 episódios                                       |
| 1995      | Freaky Friday                                   | Frieda Debny           | Telefilme                                          |
| 1995      | The Larry Sanders Show                          | Ela mesma              | 2 episódios                                        |
| 1995      | A.J.'s Time Travelers                           | Cleópatra              | Episódio: "Cleopatra"                              |
| 1996      | Chicago Hope                                    | Sheila Truitt          | Episódio: "Right to Life"                          |
| 1996      | The Late Shift                                  | Ela mesma              | Telefilme                                          |
| 1996      | Dr. Katz, Professional Therapist                | Sandra                 | Episódio: "A Journey for the Betterment of People" |
| 1996      | Clueless                                        | Srta. Sorenson         | Episódio: "City Beautification"                    |
| 1996      | Highlander                                      | Carolyn Marsh          | Episódio: "Dramatic License"                       |
| 1997      | Duckman: Private Dick/Family Man                | Diretora               | Episódio: "Aged Heat 2: Women in Heat"             |
| 1997      | Spider-Man: The Animated Series                 | Sarah Baker            | Episódio: "Partners in Danger Chapter 5: Partners" |
| 1997      | Superman: The Animated Series                   | Gsptlsnz               | Episódio: "Mxyzpixilated"                          |
| 1997      | Ally McBeal                                     | Caroline Poop          | 2 episódios                                        |
| 1998-1999 | Hercules                                        | Cassandra              | 46 episódios                                       |
| 2000      | V.I.P.                                          | Cora DeFarge           | Episódio: "All You Need Is Val"                    |
| 2000      | The Sopranos                                    | Gina                   | Episódio: "D-Girl"                                 |
| 2000      | Happily Ever After: Fairy Tales for Every Child | Bluebird               | Episódio: "Rip Van Winkle"                         |
| 2001-2002 | Will & Grace                                    | Ela mesma              | 2 episódios                                        |
| 2001      | Just for Me Stories                             | Narradora              | Episódio: "The Grumpy Bug"                         |
| 2003      | Dragnet                                         | Alberta Danner         | Episódio: "Well Endowed"                           |
| 2003      | Law & Order: Special Victims Unit               | Priscilla Chaney       | Episódio: "Desperate"                              |
| 2003      | Girlfriends                                     | Marcia                 | Episódio: "And Baby Makes Four"                    |
| 2004      | Silver Lake                                     | Sheila Fontana         | Telefilme                                          |
| 2005      | Crossing Jordan                                 | Roz Framus             | 2 episódios                                        |
| 2005      | The L Word                                      | Charlotte Birch        | 5 episódios                                        |
| 2007      | Las Vegas                                       | Margo Poon             | Episódio: "The Burning Bedouin"                    |
| 2007      | The New Adventures of Old Christine             | Audrey                 | Episódio: "Strange Bedfellows"                     |
| 2009      | American Dad!                                   | Velhinha               | Episódio: "Widowmaker"                             |
| 2011      | Glass Heels                                     | Lorraine               | Telefilme                                          |
| 2011      | Hot in Cleveland                                | Nan                    | Episódio: "Beards"                                 |
| 2012      | GCB                                             | Debby Horowitz         | Episódio: "Revelation"                             |
| 2012      | Family Guy                                      | Ela mesma              | Episódio: "Ratings Guy"                            |
| 2012      | DTLA                                            | Carla / Mãe            | 3 episódios                                        |
| 2013      | The Neighbors                                   | Srta. Porsche          | Episódio: "I Believe I Can Drive"                  |
| 2013      | Drop Dead Diva                                  | Juíza Ada Brown        | Episódio: "Secret Lives"                           |
| 2014      | Switched at Birth                               | Profª. Teresa Ledarsky | 4 episódios                                        |
| 2014      | You're the Worst                                | Ela mesma              | Episódio: "Equally Dead Inside"                    |
| 2014-2015 | Brooklyn Nine-Nine                              | Darlene Linetti        | 3 episódios                                        |
| 2015      | 2 Broke Girls                                   | Joedth                 | 5 episódios                                        |
| 2015      | Getting On                                      | Marla Pounder          | Episódio: "Please Partake of a Memorial Orange"    |
| 2016      | Difficult People                                | Lilith Feigenbaum      | Episódio: "Unplugged"                              |
| 2017      | Secs & Execs                                    | Kath Fairchild         | Telefilme                                          |
| 2017      | Broad City                                      | Brenda                 | 2 episódios                                        |
| 2018–2021 | Pose                                            | Judy Kubrak            | 13 episódios                                       |
| 2018      | American Horror Story: Apocalypse               | Hannah                 | Episódio: "Sojourn"                                |
| 2019      | Sweetbitter                                     | Maddie Glover          | Episódio: "Last of the Season"                     |
| 2022      | American Horror Story: NYC                      | Fran                   | 10 episódios                                       |
| 2024      | So Help Me Todd                                 | Belinda Tuttle         | Episódio: "The Queen of Courts"                    |
| 2025      | Severance                                       | Enfermeira             | 2 episódios                                        |
| 2025      | Survival of the Thickest                        | Hannah Sommar          | Episódio: "A Change Gon' Come, Bitch?"             |
| 2025      | Percy Jackson and the Olympians                 | Anger                  |                                                    |

## Discografia

### Álbuns de estúdio
- 1994: Excuses for Bad Behavior, Part 1
- 2006: Everything Bad & Beautiful
- 2011: I Love Being Me, Don't You?

### Álbuns ao vivo
- 2014: Sandra Bernhard is #blessed
- 2015: Feel The Bernhard
- 2016: Sandra Monica Blvd: Coast to Coast
- 2017: Sandemonium
- 2018: Quick Sand
- 2019: A Decade of Madness and Mayhem

### Singles
- 2007: "Miracle of Lights"
- 2008: "Perfection"

### Vídeos musicais
- 2008: "Perfection"